# Hasnaa Haja
Hasnaa Haja – marokańska zapaśniczka walcząca w stylu wolnym. Brązowa medalistka mistrzostw Afryki w 2010 i mistrzostw śródziemnomorskich w 2010. Wicemistrzyni arabska w 2010 roku.